# Lars Wilderäng
Lars Johan Wilderäng, ursprungligen Olofsson, född 19 juni 1970 i Trollhättan, är en svensk bloggare, författare och föreläsare. Wilderäng har en masterexamen i datavetenskap från Göteborgs universitet (1996) och arbetade som IT-konsult i Göteborg till och med 2008.

## Biografi

### Blogg
Wilderäng driver sedan 2008 bloggen Cornucopia?. Bloggens namn betyder ymnighetshorn på latin. Sedan starten 2008 har bloggen varit en av Sveriges största inom aktuella ämnen som finans, miljö och försvar. I samband med Rysslands invasion av Ukraina 2022 ökade intresset kraftigt, och Wilderäng har sedan dess skrivit omfattande om kriget.
Bloggen har drivit tesen att svenska bostäder är övervärderade i en bostadsbubbla. Att samhället behöver en omställning på grund av att olja och andra naturresurser är en bristvara är en annan fråga som tagits upp flera gånger. Försvaret är ett annat återkommande tema där bloggen ofta kritiserar den svenska försvarsförmågan. Wilderäng har återkommande hävdat att Ryssland bedriver informationskrig med psykologisk krigföring (så kallad psyops) och han har tagit stark ställning mot det ryska anfallskriget mot Ukraina.

### Romaner

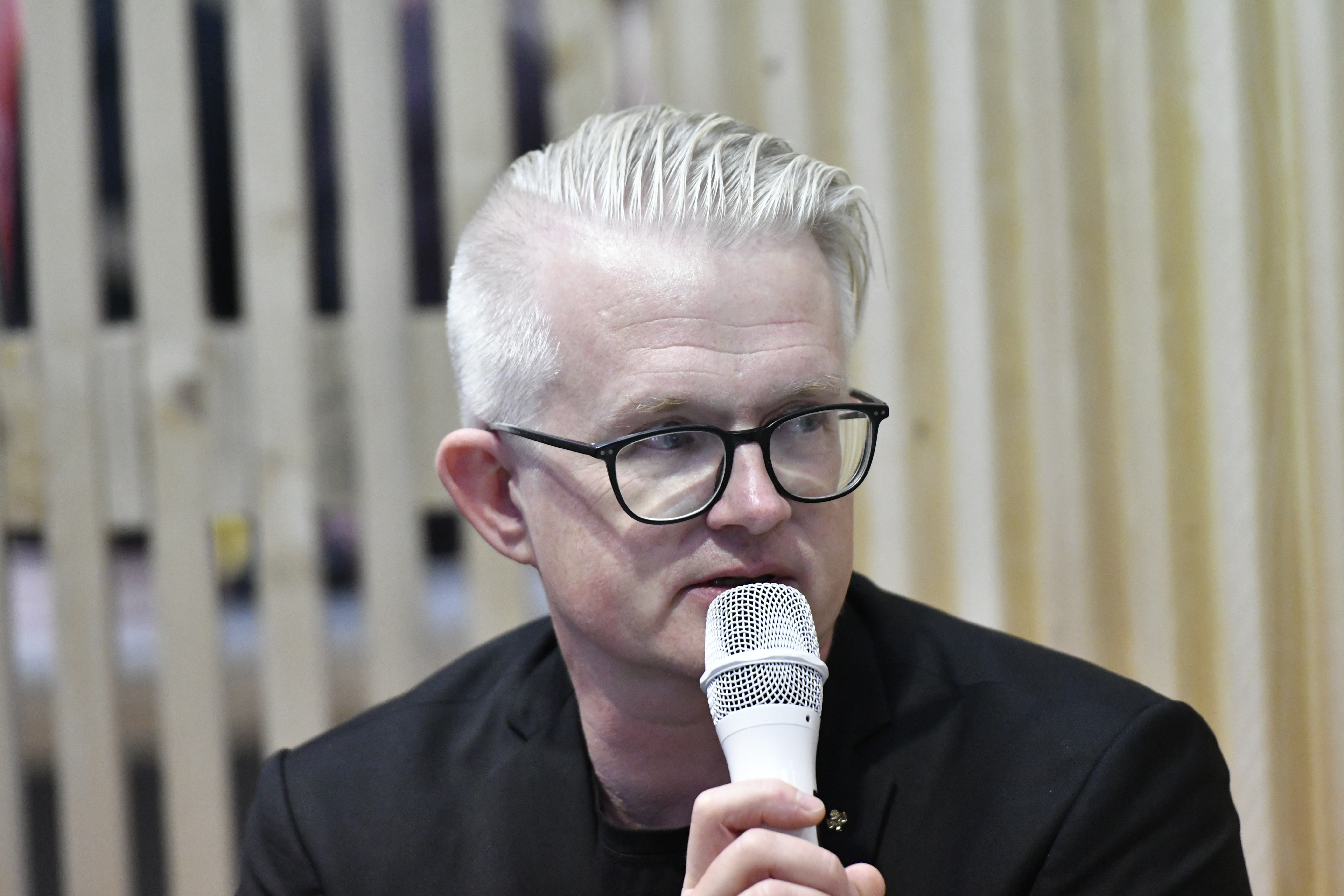
Lars Wilderäng på bokmässan i Göteborg 2024.

Lars Wilderäng debuterade 2011 med technothrillern Midvintermörker, på eget förlag. Bokens handling kretsar runt ett ryskt militärt angrepp på Sverige där Ryssland avser att invadera Gotland. I boken följs flera olika personer parallellt under den korta tidsperiod som beskrivs. Boken är också ett politiskt angrepp på den nedrustning som skett av det svenska försvaret. Den 24 oktober 2011 började en omarbetad upplaga att ges ut på Massolit Förlag. År 2013 publicerades en uppföljare till Midvintermörker, Midsommargryning, där handlingen utspelar sig drygt tio år efter den tidigare boken.
Åren 2014–2016 gav Wilderäng ut en trilogi av böcker i en dystopisk science fiction-miljö, Stjärnklart, Stjärnfall och Stjärndamm, på Massolit Förlag. Den första boken i trilogin fick uppmärksamhet för Wilderängs skildring av ett samhälle där modernt stöd – elförsörjning, livsmedelsdistribution, medier – slås ut och hur människor reagerar på det. Via sina böcker har Wilderäng bidragit till en ökad kännedom om begreppet ”prepping”.
Wilderängs sjätte roman Höstsol vann Stora Ljudbokspriset som 2017 års bästa ljudbok i kategorin spänning.
Redovisningsavdelning Marviken (2020) är en spänningsroman om en underrättelseofficer i ett alternativhistoriskt Sverige som bevarat stormaktstidens gränser.
Åren 2022–2024 publicerade Wilderäng fyra romaner i Hjärtaserien på Norstedts förlag;  Drönarhjärta (2022), Kungshjärta (2022), Ishjärta (2023) och Krigarhjärta (2024).
Lars Wilderängs romaner recenseras sällan på kultursidorna, men 2018 skrev Per-Axel Svensson en recension av Höstsol i Borås Tidning där han kallar boken ”en dålig roman”.

### Opinionstexter
Wilderäng har också medverkat i den tillväxtkritiska antologin Att svära i kyrkan: tjugofyra röster om evig tillväxt på en ändlig planet, tillsammans med bland andra Anders Wijkman, Birger Schlaug och Fredrik Lindström, som gavs ut på Pärspektiv Förlag våren 2013.
Under en tid från 2015 var han krönikör i Jordbruksaktuellt. Han var också gästkrönikör 2017 i Göteborgs-Posten.

### Slöseriombudsmannen
Under perioden januari 2016–januari 2017 var Lars Wilderäng Slöseriombudsman på uppdrag av Skattebetalarnas Förening.

### Familj
Lars Wilderäng är gift med den professionella äventyraren Lena Wilderäng.

### Skönlitteratur
- Midvintermörker. Sätila: Förlag Ängsjödal. 2011. Libris 12101929. ISBN 978-91-7437-139-0
- Midsommargryning. Ekerö: Massolit Förlag. 2013. ISBN 978-91-87135-24-8 (inb.)
- Stjärnklart. Massolit Förlag. 2014. ISBN 9789187135910
- Stjärnfall. Massolit Förlag. 2015. ISBN 9789187783388
- Stjärndamm. Massolit Förlag. 2016. ISBN 9789176790229
- Höstsol. Massolit Förlag. 2017. ISBN 9789176791783
- Höstregn. Massolit Förlag. 2018. ISBN 9789176795842
- Fallet. Norstedts Förlag 2019. ISBN 9789113096834
- Redovisningsavdelning Marviken. Norstedts Förlag 2020. ISBN 9789113105499.
- Drönarhjärta. Norstedts Förlag 2021. ISBN 9789113113425
- Kungshjärta. Norstedts Förlag 2022. ISBN 9789113113432
- Ishjärta. Norstedts Förlag 2023. ISBN 9789113113449
- Krigarhjärta. Norstedts Förlag 2024. ISBN 9789113135359
- Jägarhjärta. Norstedts Förlag 2025. ISBN 9789113135397

### Noveller
- I skuldens skugga. Litet Förlag. 2015. ISBN 9789187548611. Novellsamling med bidrag från flera författare.
- Berget. Ängsjödal Text. 2017. ISBN 9789177731405. E-novell.
- Oscar. Ängsjödal Text. 2017. ISBN 9789177731399. E-novell.
- Valet. Ängsjödal Text. 2018. ISBN 9789177735847. E-novell.

### Facklitteratur
- Att svära i kyrkan : tjugofyra röster om evig tillväxt på en ändlig planet. Pärspektiv Förlag. 2013 [2013]. ISBN 978-91-87329-04-3
- Är du förberedd? Lava Förlag 2019. ISBN 9789188959119. Tillsammans med Lena Wilderäng.
- Arbeta hemifrån under karantän Ängsjödal Text 2020. ISBN 9789178196531. E-bok. Tillsammans med Lena Wilderäng.